# Ibrahim Kamil
Ibrahim M. Kamil (arab. إبراهيم كامل, ur. w Kairze) – egipski zapaśnik, uczestnik Igrzysk Olimpijskich 1928.
Zawodnik wystąpił na Igrzyskach Olimpijskich w Amsterdamie w 1928 roku w konkurencji wagi koguciej w stylu klasycznym na zawodach zapaśniczych. Przegrał obydwie stoczone walki i został sklasyfikowany na 14. pozycji.